# Struganica
Struganica (izvirno srbsko Струганица) je naselje v Srbiji, ki upravno spada pod Mesto Vranje; slednja pa je del Pčinjskega upravnega okraja.

## Demografija
V naselju živi 21 polnoletnih prebivalcev, pri čemer je njihova povprečna starost 53,7 let (50,7 pri moških in 58,8 pri ženskah). Naselje ima 9 gospodinjstev, pri čemer je povprečno število članov na gospodinjstvo 2,33.
To naselje je popolnoma srbsko (glede na rezultate popisa iz leta 2002), a v času zadnjih treh popisov je opazno zmanjšanje števila prebivalcev.
|  |

| Demografija | Demografija     | Demografija     |
| Leto        | Št. prebivalcev | Št. prebivalcev |
| ----------- | --------------- | --------------- |
|             |                 |                 |
|             |                 |                 |
|             |                 |                 |
|             |                 |                 |
| 1948        | 148             |                 |
| 1953        | 154             |                 |
| 1961        | 121             |                 |
| 1971        | 92              |                 |
| 1981        | 61              |                 |
| 1991        | 43              | 42              |
| 2002        | 21              | 21              |
|             |                 |                 |

| Etnična sestava po popisu iz leta 2002 | Etnična sestava po popisu iz leta 2002 | Etnična sestava po popisu iz leta 2002 | Etnična sestava po popisu iz leta 2002 | Etnična sestava po popisu iz leta 2002 |
| -------------------------------------- | -------------------------------------- | -------------------------------------- | -------------------------------------- | -------------------------------------- |
| Srbi                                   | Srbi                                   |                                        | 21                                     | 100,0%                                 |
| Neznano                                | Neznano                                |                                        | 0                                      | 0,0%                                   |